# Dudince
Dudince (mađ. Gyűgy, njem. Dudintze) gradić je u Banskobistričkom kraju u središnjoj Slovačkoj. Nalazi se u okrugu Krupina. Grad je poznat po svojim toplicama na kojima se temelji i njegov gospodarski razvoj.

## Stanovništvo
| Godina:     | 1993. | 2003.   | 2013.   | 2023.   |
| ----------- | ----- | ------- | ------- | ------- |
| Broj ljudi: | 1591  | 1517    | 1458    | 1376    |
| Razlika:    |       | -4,65 % | -3,88 % | -5,62 % |

| Godina:     | 2022. | 2023.   |
| ----------- | ----- | ------- |
| Broj ljudi: | 1369  | 1376    |
| Razlika:    |       | +0,51 % |

Po popisu stanovništva iz 2001. grad je imao 1500 stanovnika. Po procjeni stanovništva iz 2007. godine Dudince su imale 1520 stanovnika.

### Nacionalna struktura
- 95,67 % Slovaci,
- 3,53 % Mađari,
- 0,20 % Romi.

Prema vjeroispovijesti 55,67 % su rimokatolici, 28,93 % luterani i 11,27 % ateisti.

## Gradovi prijatelji
- Kent, Ohio, SAD

## Vanjske poveznice
- Službena stranica (sl.)
- Gradske toplice (engl.) (sl.) (češ.) (njem.) (rus.) (mađ.)
- Dudince turizam (sl.) (njem.) (engl.)